# Станніс Баратеон
Станніс Баратеон (англ. Stannis Baratheon) — вигаданий персонаж серії фентезі-романів «Пісня льоду й полум'я», американського письменника Джорджа Р. Р. Мартіна, та його телевізійної адаптації «Гра престолів».
Вперше згадується у дебютному романі серії «Гра престолів» (1996), але справжня поява відбувається у другому романі «Битва королів» (1998). Надалі присутній у «Буря мечів» (2000), «Бенкет круків» (2005) і «Танок драконів» (2011).
Станніс Баратеон другий син Стеффона Баратеона, лорда Штормокраю (ориг. Storm's End), та його дружини Кассани Естермонт. Він має старшого брата Роберта та молодшого Ренлі. Станніс лорд Драконстону (ориг. Dragonstone), а після загибелі свого старшого брата стає претендентом на «Залізний Трон». Його природна похмурість і стриманість обумовили його не популярність та відторгнення іншими впливовими родинами, це призводить до того, що Станнісу зазвичай бракує військової підтримки та ресурсних можливостей. Таким чином Станніс підпадає під вплив червоної жриці Мелісандри та може покладатися лише на колишнього контрабандиста Давоса Сіворта, якого він з часом призначає своїм правицею.
У телевізійній адаптації від «HBO», роль Станніса грає британський актор Стівен Діллейн. Стівен отримав схвальні відгуки за роль Станніса Баратеона. Прихильність фанів персонаж Станніса здобув за свою безкомпромісність, цілеспрямованість та непохильну відданість справедливості. Особливу увагу привернув до себе завдяки розбіжностям у висвітленні подій в романах та серіалі, що досить чітко проглядається у 5 сезоні.

## Родовід
|  |                    |  |  |  |  |  |  |  |  |  |  |  |  |  |  |  |
|  | Ліонель Баратеон   |  |  |  |  |  |  |  |  |  |  |  |  |  |  |  |
|  |                    |  |  |  |  |  |  |  |  |  |  |  |  |  |  |  |
|  |                    |  |  |  |  |  |  |  |  |  |  |  |  |  |  |  |
|  | Ормунд Баратеон    |  |  |  |  |  |  |  |  |  |  |  |  |  |  |  |
|  |                    |  |  |  |  |  |  |  |  |  |  |  |  |  |  |  |
|  |                    |  |  |  |  |  |  |  |  |  |  |  |  |  |  |  |
|  | Леді Баратеон      |  |  |  |  |  |  |  |  |  |  |  |  |  |  |  |
|  |                    |  |  |  |  |  |  |  |  |  |  |  |  |  |  |  |
|  |                    |  |  |  |  |  |  |  |  |  |  |  |  |  |  |  |
|  | Стеффон Баратеон   |  |  |  |  |  |  |  |  |  |  |  |  |  |  |  |
|  |                    |  |  |  |  |  |  |  |  |  |  |  |  |  |  |  |
|  |                    |  |  |  |  |  |  |  |  |  |  |  |  |  |  |  |
|  | Ейгон V Таргарієн  |  |  |  |  |  |  |  |  |  |  |  |  |  |  |  |
|  |                    |  |  |  |  |  |  |  |  |  |  |  |  |  |  |  |
|  |                    |  |  |  |  |  |  |  |  |  |  |  |  |  |  |  |
|  | Рейла Таргарієн    |  |  |  |  |  |  |  |  |  |  |  |  |  |  |  |
|  |                    |  |  |  |  |  |  |  |  |  |  |  |  |  |  |  |
|  |                    |  |  |  |  |  |  |  |  |  |  |  |  |  |  |  |
|  | Бета Блеквуд       |  |  |  |  |  |  |  |  |  |  |  |  |  |  |  |
|  |                    |  |  |  |  |  |  |  |  |  |  |  |  |  |  |  |
|  |                    |  |  |  |  |  |  |  |  |  |  |  |  |  |  |  |
|  | Станніс І Баратеон |  |  |  |  |  |  |  |  |  |  |  |  |  |  |  |
|  |                    |  |  |  |  |  |  |  |  |  |  |  |  |  |  |  |
|  |                    |  |  |  |  |  |  |  |  |  |  |  |  |  |  |  |
|  | Лорд Естермонт     |  |  |  |  |  |  |  |  |  |  |  |  |  |  |  |
|  |                    |  |  |  |  |  |  |  |  |  |  |  |  |  |  |  |
|  |                    |  |  |  |  |  |  |  |  |  |  |  |  |  |  |  |
|  | Кассана Естермонт  |  |  |  |  |  |  |  |  |  |  |  |  |  |  |  |
|  |                    |  |  |  |  |  |  |  |  |  |  |  |  |  |  |  |
|  |                    |  |  |  |  |  |  |  |  |  |  |  |  |  |  |  |
|  | Леді Естермонт     |  |  |  |  |  |  |  |  |  |  |  |  |  |  |  |
|  |                    |  |  |  |  |  |  |  |  |  |  |  |  |  |  |  |
|  |                    |  |  |  |  |  |  |  |  |  |  |  |  |  |  |  |

## Опис персонажа
Станніс не є особою з власною оповіддю подій, тож його дії спостерігаються переважно крізь інших персонажів, таких як Давос Сіворт і Джон Сноу.   

Станніс Баратеон – молодший брат короля Роберта та старший брат Ренлі. Він зображується як занурений у роздуми та позбавлений почуття гумору чоловік, з суворим але неупередженим відчуттям справедливості та правосуддя. Саме через свою непохитну схильність до справедливості та правосуддя він загальновідомий по всьому Вестеросу. Холодна та стримана поведінка часто-густо робить його відразливим у порівнянні з його більш харизматичними братами. Особливо Станнісу дошкуляє ставлення до нього його старшого брата Роберта, який ніколи не проявляв до Станніса належної поваги та прихильності. Ще з дитинства мейстер родини Баратеонів характеризував Станніса як «найменш улюбленого серед усіх трьох братів», а також «серйозного та безрадісного». Стриманість Станніса з часом переросла у нервову звичку скрипотіти зубами, особливо при непередбачуваних і неприємних подіях та обставинах. 
«...» Іноді, коли вночі все затихало й завмирало, мейстру Крессену здавалося, що з того кінця замку чути, як лорд Станніс скреготить зубами «...»
За будовою Станніс високий та м’язистий чоловік, зазвичай наголову вище усіх присутніх. І хоча йому бракує довгого чорного волосся як у його братів, замість нього на його голові блищить лисина, він зберіє типову ознаку Баратеонів – чорну коротко стрижену бороду та бакенбарди. 
«...» Станніс Баратеон був широкоплечий і жилавий; і тіло, і обличчя мав грубі, як шкура, що довго дубилася на сонці, аж поки не стала твердою як криця. Суворим словом поминали люди Станніса, і суворим він і був. Хоча йому ще не виповнилося тридцяти п’ятьох років, від його чуприни лишилася хіба що чорна крайка, яка темніла за вухами, мов тінь корони... ...Станніс коротко підстригав бакенбарди. Вони нагадували синяво-чорні тіні на квадратних щелепах і на кістлявих западинах щік. Під густими бровами очі здавалися зяючими ранами — сині, аж чорні, як море вночі. Рот відбирав надію навіть у найкумедніших блазнів; цей рот був створений, щоб супитися і хмуритися і кидати різкі накази: вузькі безбарвні вуста, завше стиснуті, які вже й забули, як це — усміхатися, а сміятися ніколи й не вміли «...» 
Через свою різкість та прямолінійність, Станнісу бракує такту при спілкуванні з оточуючими його людьми. Він почуває себе досить не комфортно в присутності жінок, це стосується і його дружини Селізи. Він ненавидить борделі і одного разу навіть намагався їх закрити по всьому Королівському Причалу, за що здобув не популярність серед простого люду. В одязі надає перевагу темному кольору і рідко коли його можна побачити без меча та кинджала. Станніс вправний воїн та мореплав, він також досвідчений та далекоглядний військовий командир. Але, все ж таки, він більше тактик ніж боєць. І хоча Станнісу бракує військової підтримки союзників та достатньої ресурсної бази під час «Війни п’ятьох королів», його супротивники, включаючи Тайвіна Ланністера, вважають його одним з найнебезпечніших претендентів на «Залізний трон». 

## Передподії
Станніс це другий син Стеффона Баратеона та Кассани Естермонт. Має старшого брата Роберта та молодшого брата Ренлі. Коли Станнісу виповнилось 14 років він став свідком загибелі своїх батьків, вони потонули разом з кораблем біля їхнього замку Штормокрай (ориг. Storm's End). Після цього трагічного випадку Станніс втратив віру у Сімох Богів.
Під час «Повстання Роберта», за відсутності свого старшого брата, Станніс протягом року утримував Штормокрай під час облоги військами Мейса Тайрелла та Пекстера Редвина. Йому вдалось зберегти замок та уникнути голодної смерті лише завдяки контрабандисту Давосу Сіворту, який минуючи морську блокаду зміг таємно привезти для армії Станніса вантаж риби та цибулі. Облогу було припинено коли Еддард Старк з армією північан прибув до замку на порятунок. Станніс посвятив Давоса у лицарі за його допомогу, але також відтяв йому останні фаланги на чотирьох пальцях за всі попередні роки нелегальної контрабанди. Давос погодився з вироком, але наполіг на тому, щоб Станніс власноруч відсік йому пальці. Після облоги Роберт наказує Станнісу побудувати новий королівський флот та здійснити напад на Драконстон (ориг. Dragonstone), родинний замок Таргарієнів. Станніс захоплює замок, але виявляється, що діти Ейриса ІІ Таргарієна – Вісерис та Данерис встигли втекти. Роберт призначає Станніса лордом Драконстону і віддає йому у господарювання усі острови затоки Чорноводної та півострів Ріг Масі (ориг. Massey's Hook). Але Станніс сприймає це як образу, тому що родинний замок Баратеонів, Штормокрай, дістається у спадок Ренлі а не йому. Насправді Роберт хотів лише дотриматись старовинних традицій за якими замок Драконстон передавався спадкоємцям короля.

Минає декілька років і Станніс одружується з леді Сезою Флорент, але і цього разу Роберту вдається образити Станніса. На весільному бенкеті Роберт затяг до ліжка двоюрідну сестру Селізи та позбавив її цноти. Після цього стосунки між братами погіршуються. Через деякий час у Станніса і Селізи народжується донька Ширін, яку вражає страшна хвороба – сіролуска.
<...> наслідки сіролуски, яка мало не забрала її ще в колисці. Половина щоки і шия в дівчинки були ригідні й мертві, а шкіра — потріскана і злущена, в чорних і сірих цятках, на дотик холодна як камінь <...>
За часів правління Роберта Станніс виконував обов'язки адмірала у малій королівський раді. Коли розпочалось повстання Грейджоїв Станніс знищив залізний флот під командуванням Віктаріона Грейджоя, а також захопив найбільший з залізних островів – Великий Вік (ориг. Great Wyk).
Перед початком основних подій, у Станніса виникає підозра, що діти Серсі Ланністер насправді не від його брата. Він ділиться цим припущенням з правицею короля, лордом Джоном Арином. Щоб зібрати докази, вони вдвох починають шукати інших бастардів Роберта в Королівському Причалі (ориг. Kings Landing). Але раптова смерть Джона Арина руйнує сподівання Станніса викрити правду.

## Сюжетні лінії

### У книжках

#### Гра престолів
Станніс підозрює, що Серсі Ланністер якимось чином причасна до смерті Джона Арина і відчуває загрозу з боку Ланністерів. В той час коли Роберт подорожує до Вічнозима (ориг. Winterfell) з метою зробити Еддарда своїм новим правицею, Станніс збирає усі свої війська, а це переважна більшість королівського флоту, та переїжджає на Драконстон (ориг. Dragonstone). Після свого прибуття до столиці Еддард Старк продовжує розслідування Джона Арина та з’ясовує, що діти Роберта насправді байстрюки та результат інцесту, тому що Серсі зраджувала королю зі своїм братом Джеймі. Після смерті Роберта Баратеона Нед Старк намагається викрити Джоффрі і стверджує, що той не має права бути королем, а «Залізний Трон», повинен зайняти Станніс, так як він молодший брат Роберта. Але Еддард зазнає поразки у політичній боротьбі з Ланністарами і трон займає Джоффрі Баратеон, старший син Серсі Ланністер.

Особистий герб Станніса Баратеона

#### Битва королів
Станніс підпадає під вплив червоної жриці Мелісандри, яка вважає його реінкарнацією Азор Ахая, міфічної постаті та месії в її вірі у Володя Світла. Станніс проголошує себе єдиним та справжнім королем Вестероса. Втім переважна більшість васалів родини Баратеон, переходять на бік його молодшого та більш харизматичного брата Ренлі. Також Ренлі отримує підтримку заможного та впливового дома Тайреллів, завдяки своєму шлюбу з Марджері Тайрелл. Щоб здобути прихильність південних лордів та переманити на свій бік васалів, які присягнули Ренлі, Станніс намагається захопити родинний замок Баратеонів Штормокрай (ориг. Storm's End) та бере його в облогу. Ренлі зі своєю армію, яка перевершує армію Станніса в десятки разів також прибуває до Штормокраю. Станніс намагається домовитись зі своїм братом та пропонує йому стати своїм спадкоємцем, поки в нього не народиться син. Впевнений у силі своєї армії Ренлі відмовляється від пропозиції і готується дати бій Станнісу. На світанку перед самим початком бою, тінь, народжена Мелісандрою завдяки магії крові, вбиває Ренлі. Це призводить до того, що майже всі васали Ренлі присягають на вірність Станнісу. Але дім Тайреллів не погоджується приєднатися до Станніса, натомість вони укладають союз з Ланністерами та ухвалюють майбутній шлюб між Марджері Тайрелл та Джоффрі Баратеоном. Зміцнивши свою армію Станніс атакує Королівський Причал (ориг. Kings Landing) з моря. Але Тиріону Ланністеру, який керує обороною замку, вдається підірвати більшість кораблів Станніса, застосувавши дикий вогонь як вибухівку. Незважаючи на втрату значної частини свого флоту, Станніс намагається здійснити штурм з берега, але і тут зазнає невдачі. Він змушений відступати, коли на порятунок замку прибуває підмога від Тайвіна Ланністера та родини Тайреллів.  

#### Буря мечів
Станніс повертається на Драконстон з рештками свого війська. Він заарештовує свого правицю лорда Алестера Флорента, дядька його дружини Селізи, через те, що той запропонував Станнісу здатися на умовах Ланністерів. Інший дядько Селізи, сер Аксель Флорент намагається зайняти місце правиці замість свого брата і пропонує Станнісу напасти на острів Клішня, щоб помститися дому Сельтигарів, які присягнули Джоффрі. Але Давос, радить Станнісу не атакувати беззахисний острів, тому що так чинять лише боягузи і це буде хибним вчинком. За сміливу та правдиву пораду король Станніс призначає Давоса Сіворта своїм новим правицею. Тим часом Меллісандра використовує кров бастарда Роберта Баратеона – Едрика Шторма, в ритуалі магії крові, щоб проклянути трьох самопроголошених королів: Бейлона Грейджоя, Джоффрі Баратеона та Робба Старка. Отримавши підтвердження про їхню смерть червона жінка намагається вмовити Станніса спалити Едрика на вогнищі, щоб принести жертву Володарю Світла. За її словами це має збудити кам’яного дракона під замком Драконстон. Переконавшись у дієвості магії Мелісандри, Станніс погоджується на заклання бастарда свого брата. Але Давос встигає таємно вивезти Едрика Шторма на схід у вільні міста і потім переконує Станніса зібрати армію та попливти на північ до Стіни, щоб допомогти Нічній варті в боротьбі з армією дикунів. Перед тим як покинути Драконстон, Мелісандра спалює на вогнищі Алестера Флорента, щоб заворожити вітри та швидше дістатися півночі. Поява армії Станніса біля Стіни стала несподіванкою для Манса Рейдера та його війська, дикуни не були готові до бою і зазнали нищівної поразки. Після розгрому армії Манса, Станніс залишається у Чорному Замку і пропонує Джону Сноу, який на той час став лордом-командувачем Нічної варти, легітимізуватися і стати Старком. Натомість Джон має присягнути йому на вірність і приєднатися разом з побратимами до армії Станніса. Але Джон відмовляє Станнісу на підставі того, що він має дотримуватися обітниць і присвятити своє життя Нічній варті.   

#### Бенкет круків та Танок драконів
Облаштувавшись у Чорному Замку Станніс розпочинає накопичувати сили та підсилювати своє військо. Він розсилає круків усім домам Півночі, проголошуючи себе королем і вимагаючи їхньої підтримки, але лише дім Карстарків та частина дому Амберів присягають йому на вірність. Також Станніс спалює на вогнищі «короля за стіною» Манса Рейдера, хоча насправді то був кістяний лорд Тарарах, якого Мелісандра таємного зачарувала в подобі Манса. Після смерті «Манса», Станніс пропонує полоненим дикунам землі, харч та справедливість, якщо вони прихилять перед ним коліна. Значна кількість дикунів переходить на його бік. Зміцнивши свою армію Станніс планує похід на північні землі і має намір атакувати Страхфорт (ориг. Dreadfort), родинний замок Болтонів, щоб показати свою силу і схилити на свій бік решту північних родин, які відмовились присягнути йому, як новому королю. Натомість Джон Сноу схиляє Станніса відмовитися від атаки на Страхфорт, через його міцну оборону, та пропонує замість того зібрати клани у північних горах та штурмувати Пущанський Насип (ориг. Deepwood Motte). Станніс дослухається до поради та захоплює Пущанський Насип, який контролювали залізні люди, а також бере у полон Ашу Грейджой. Про ці події Станніс повідомляє Джону Сноу своїм листом:
«Мали ми й іншу допомогу — неочікувану, але дуже вчасну, від доньки Ведмежого острова. Алісана Мормонт, яку в народі прозвали Ведмедицею, заховала своїх бійців серед рибальських човнів і зненацька напала на залізних, коли ті відпливали. Всі лодії Аші Грейджой або спалені, або захоплені, а моряки, хто не поздавався, вбиті. За капітанів, лицарів, видатних воїнів й інших високородних залізних отримаємо викуп або використаємо їх, а решту я збираюся повісити...

...приєднується дедалі більше північан, бо вже поширилися чутки про нашу перемогу. Рибалки, вільні вершники, горяни, хуторяни з глибин вовчого лісу, селяни, які повтікали зі своїх домівок на узбережжі від залізнородних, уцілілі після битви під брамою Вічнозиму вояки, колишні присяжні Горнвудів, люди Сервинів і Толгартів. Зараз, коли я пишу ці слова, у нас уже п’ять тисяч, і це число росте день у день. До нас дійшли новини, що Руз Болтон рухається з усім своїм військом на Вічнозим, щоб там одружити свого байстрюка з вашою зведенючкою. Не можна дозволити йому повернути замку колишню силу. Ми виступили йому навперейми. До нас долучаться Арнольф Карстарк і Морс Амбер. Якщо зможу, врятую вашу сестру й підшукаю для неї кращу пару, ніж Ремсі Сноу. До мого повернення ви з братами маєте утримати Стіну».
Таким чином Станніс залишає Пущанський Насип у розпорядженні дома Гловерів, та вирушає до Вічнозиму (ориг. Winterfell). Але його шлях ускладнюється через знегоду та сніжну хуртовину. Станніс змушений зупинитись та ставить табір в трьох днях переходу до Вічнозиму. Через деякий час Джон Сноу отримує ще одного листа, цього разу від Ремсі Болтона, в якому той повідомляє, що армія Станніса була розбита, а сам Станніс мертвий. Чи правда це чи ні лишається невідомим...  

### У серіалі

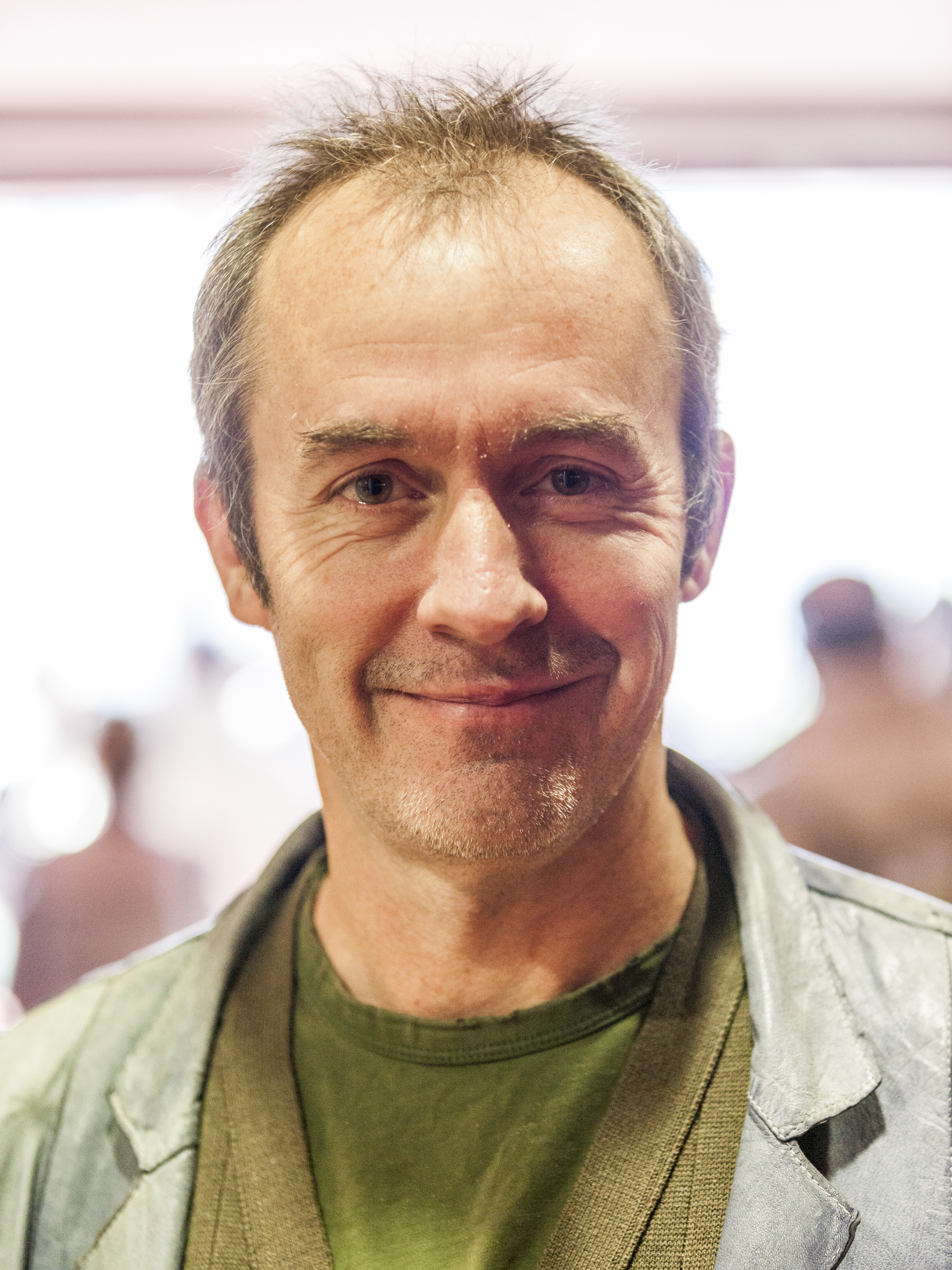
Стівен Діллейн зіграв роль Станніса Баратеона у серіалі.

#### Сезон 2
Станніс потрапляє під вплив Мелісандри, жриці Р’глора, яка вважає Станніса реінкарнацією легендарного релігійного героя. Після смерті Роберта, Станніс проголошує себе єдиним справжнім королем та спадкоємцем «Залізного Трону», тому що діти Серсі –бастарди народжені від інцесту. Втім більшість присяжних лордів родини Баратеон підтримують його молодшого та більш харизматичного брата Ренлі. Станніс зустрічається з Ренлі та пропонує йому відмовитись від трону та стати його спадкоємцем. Впевнений у чисельній перевазі свого війська Ренлі насміхається над Станнісом та відмовляється від його пропозиції, готуючи свою армії до бою. Але напередодні битви Мелісандра використовує магію і життєву силу Станніса та породжує демонічну тінь, яка вбиває Ренлі. Після цього більшість васалів Ренлі переходять на бік Станніса. Отримавши вагоме підсилення Станніс з моря атакує Королівський Причал (ориг. Kings Landing), але потрапляє у пастку Тиріона Ланністера, який підриває більшість флоту диким вогнем. Станніс намагається продовжити штурм, але неочікувана поява армії Тайвіна Ланністера та родини Тайреллів змушує його відступити.

#### Сезон 3
Мелісандра викупає бастарда короля Роберта Баратеона – Гендрі у «Побратимства без прапорів» та планує принести його в жертву Володарю Світла, щоб допомогти Станнісу здобути «Залізний Трон». Але правиця короля Давос Сіворт ставить під сумнів її плани. Щоб довести силу своєї магії Мелісандра збирає кров Гендрі за допомогою п’явок та пропонує Станнісу їх спалити. Кидаючи п’явок у полум’я Станніс промовляє імена трьох самопроголошених королів: Бейлон Грейджой, Джоффрі Баратеон та Робб Старк. Через деякий час Грейджой та Старк помирають. Розуміючи що після цього Мелісандра спалить Гендрі на вогнищі, Давос допомагає йому втікти. Відчуваючи себе зрадженим Станніс віддає наказ заарештувати Давоса. Перебуваючи під арештом Давос отримує листа від Нічної Варти, в якому йдеться про білих блукачів. Це повідомлення Давос передає Станнісу перед своєю стратою. Дізнавшись про білих блукачів Мелісандра вмовляє Станніса помилувати Давоса та залишити йому життя.

#### Сезон 4
Станніс отримує повідомлення про смерть Джоффрі Баратеона і знов звинувачує Давоса у хибних діях. Розмірковуючи над тим, що далі робити і де взяти війська Давос згадує про Залізний Банк. Станіс разом з Давосом відпливають до Браавосу (ориг. Braavos), щоб отримати грощі на армію. Коли банк майже відмовляє Станнісу, Давос переконує банкірів, що Станніс єдиний справжній король і після смерті Тайвіна Ланністера не залишиться, людини яка б змогла об’єднати Вестерос. Отримавши грощі та здобувши армію Станніс прибуває до Стіни, та знищує армію дикунів на чолі з Мансом Рейдером. Зустрівши Джона Сноу, Станніс дізнається, що той син Неда Старка та дослухається до його поради арештувати Манса та полонити дикунів.

#### Сезон 5
Станніс починає вибудовувати плани, як відвоювати Північ у Руза Болтона. Він сподівається долучити дикунів до свого війська, але Манс відмовляється схилити перед ним коліна. Манса спалюють на вогнищі за наказом Станніса. Також Станніс пропонує Джону Сноу легітимізацію та визнання як Старка, щоб отримати прихильність родин Півночі, але Джон відмовляється і залишається вірним обітницям Нічної Варти. Не бажаючи марнувати час і зимувати на Стіні Станніс збирає усі свої сили та вирушає до Вічнозиму (ориг. Winterfell), але в дорозі він змушений зупинитись через потужну хуртовину. Протягом знегоди, Ремсі Болтон з невеличким загоном своїх найкращих воїнів, здійснює диверсійну атаку на табір Станніса та знищує запаси їжі і викрадає коней. В цих важких умовах, без кінноти та провіанту, Станніс йде на відчайдушні кроки. Він відсилає Давоса до Стіни просити про допомогу Джона, а також заради обіцяної перемоги, він дослухається до порад Мелісандри та приносить в жертву особу королівської крові – свою доньку Ширін, спалюючи її на вогнищі. І хоча хуртовина вщухає і погодні умови дозволяють просуватися далі до Вічнозиму, половина армії зневірюється у Станнісі та дизертує, а його дружина Селіза закінчує своє життя самогубством. Також Мелісандра, розуміючи що зробила помилку, вмовивши Станніса спалити свою доньку, тікає до Стіни. Залишившись на самоті без радників та союзників Станніс йде на заздалегідь приречені дії та вирушає до Вічнозиму з невеликою кількістю вірних йому воїнів. В результаті його армію знищує стрімка кавалерія Болтонів. І хоча Станнісу вдається пережити битву, його пораненого знаходить Брієнна Тарт, яка заприсягнулась помститись за смерть Ренлі. Станніс зізнається їй у причетності до вбивства свого брата. Брієнна вбиває Станніса промовляючи, що здійснює вирок та страчує його ім’ям єдиного справжнього короля Ренлі Баратеона.